# Floris de Montmorency
Floris van Montmorency, barón de Montigny (?, 1528 - Simancas, 14 de octubre de 1570) fue un noble y diplomático de los Países Bajos de los Habsburgo (el territorio habitualmente llamado "Flandes").
Hermano menor de Felipe de Montmorency, conde de Horn, recibió adiestramiento militar en la corte de su pariente Anne de Montmorency, condestable de Francia.
Acompañó a Carlos V en su viaje a España tras las abdicaciones de Bruselas (1556). De vuelta en Flandes, fue nombrado caballero de la Orden del Toisón de Oro con el apoyo de Guillermo de Orange, contra los deseos de Felipe II. Fue nombrado gobernador del Tournaisis (Tournai).
Como el resto de la alta nobleza flamenca, se opuso al cardenal Granvela.
En abril de 1566, el Consejo de Estado le designó como enviado a la corte de Felipe II, junto con Juan IV de Glymes, en un intento de evitar la revuelta de Flandes. Al quedar indispuesto Glymes (que recibió una herida en la pierna) y por la cual fallecería en Segovia el 23 de mayo de 1567, Floris tuvo que realizar él solo la embajada. En España, mantuvo contacto con el problemático heredero del trono, el príncipe Carlos.
Al estallar la Beeldenstorm en Flandes, se le mantuvo bajo arresto domiciliario (1567). Fue condenado a muerte por el Tribunal de los Tumultos, al igual que el conde de Egmont y el conde de Horn. En vez de enviarle de vuelta a Flandes para ser ejecutado, Felipe II ordenó que se le estrangulara secretamente, a pesar de los ruegos de su nueva mujer Ana de Austria para que fuera liberado. Se hizo correr el rumor de que había muerto de enfermedad.